# 40995 Muhleis
40995 Muhleis este o planetă minoră (asteroid), cu un diametru de 2,603 km, din centura de asteroizi. A fost descoperită pe 27 octombrie 1999 la Starkenburg-Sternwarte⁠(d) de Starkenburg-Sternwarte⁠(d). 
Obiectul prezintă o orbită caracterizată de o semiaxă mare de 2,4802550577845 UAi, o excentricitate de 0,15521869591053, o înclinație de 8,3599409739575 ° în raport cu ecliptica.